# Пенелопа бородата
Пенелопа бородата (Penelope barbata) — вид куроподібних птахів родини краксових (Cracidae).

## Поширення
Птах поширений в Еквадорі та Перу. Природним середовищем проживання виду є тропічні дощові гірські ліси.

## Стан популяції
Чисельність популяції, за приблизними оцінками 2012 року, становить 6000-15000 статевозрілих особин.

## Опис
Це великий птах завдовжки до 55 см та вагою близько 1,6 кг. Живиться плодами різних дерев.